# En route (chanson)
Pour les articles homonymes, voir En route.

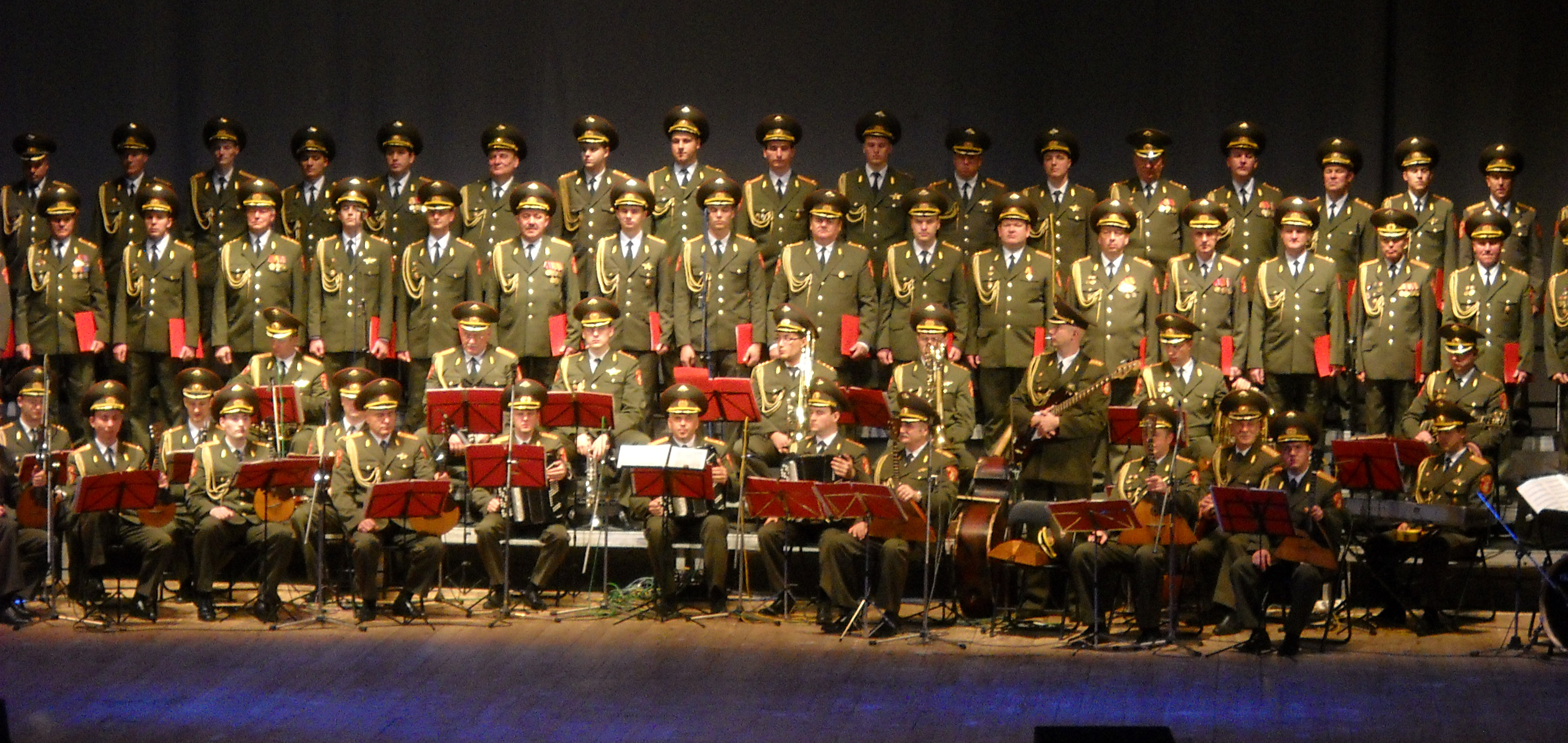
Les Chœurs de l'Armée rouge interprètent régulièrement En route

En route (en russe : В путь, V pout) est une chanson soviétique composée en 1954 par Vassili Soloviov-Sedoï sur des paroles de Mikhaïl Doudine (ru). Elle est extraite de la bande originale du film Maksim Perepelitsa (ru) de Leonid Bykov sorti en 1955. Toutefois, sa popularité a depuis dépassé celle du film et elle continue d'être interprétée indépendamment.
En 1959, Vassili Soloviov-Sedoï a reçu le Prix Lénine pour cette chanson.
Le bimestriel Guerres et histoire fait de cette chanson la quatrième meilleure chanson militaire de l'histoire.

## Interprétations et adaptations
En route fait partie du répertoire des Chœurs de l'Armée rouge qui l'interprètent régulièrement.
Ivan Rebroff en a enregistré trois adaptations, l'une en 1970 en allemand  sous le titre Kosaken müssen reiten (paroles de Fred Weyrich), la deuxième la même année en anglais sous le titre Cossacks Must Ride (dans l'album Somewhere My Love) et la dernière en 1972 en russe.
Dans une scène mémorable du film français Tout le monde n'a pas eu la chance d'avoir des parents communistes de 1993, Josiane Balasko danse sur cette chanson.
Lors de la Parade de la Victoire en 2005 à Moscou, elle a été convertie en marche militaire.
Le groupe de hard rock russe Alissa l'a adaptée dans son album Ъ de 2010.
En 2011, le chœur d'hommes de la Police armée du peuple chinoise l'a chantée avec des paroles traduites en chinois.